# Anna Bonaiuto
Anna Bonaiuto, née le 28 janvier 1950 à Latisana dans la province d'Udine en Italie, est une actrice italienne jouant pour le cinéma, la télévision et le théâtre.

## Biographie
Elle étudie à l'Académie nationale d'art dramatique et commence en Italie par le théâtre. Elle débute au cinéma en 1973 et apparaît alors comme second rôle ou figurante dans plusieurs films. Elle obtient son premier rôle d'importance dans le film Caresses bourgeoises (Una spirale di nebbia) d'Eriprando Visconti en 1978 en jouant la servante de Claude Jade. Elle traverse les années 1980 en jouant principalement pour le théâtre et apparaît dans de petits rôles au cinéma.
Elle joue l'un des premiers rôles dans le premier film de Mario Martone, Mort d'un mathématicien napolitain (Morte di un matematico napoletano) en 1992 et se fait remarquer. Elle continue à jouer pour le cinéma et elle obtient en 1993 à la Mostra de Venise une Coppa Volpi de la meilleure actrice dans un second rôle pour son personnage de la mère dans le film Sans pouvoir le dire (Dove siete? Io sono qui) de Liliana Cavani. Elle retrouve le réalisateur Mario Martone dans L'Amour meurtri (L'amore molesto) ou il lui offre le premier rôle. Elle gagne le Globe d'or, le prix David di Donatello et le Ruban d'argent de la meilleure actrice pour ce rôle ce qui lui assure une certaine reconnaissance en Italie et dans le monde du cinéma.
Elle poursuit alors sa carrière en alternant cinéma, téléfilm et théâtre. En 2008, elle reçoit le Premio Eleonora Duse pour sa saison théâtrale.

## Filmographie

### Au cinéma
- 1973 : Film d'amour et d'anarchie (Film d'amore e d'anarchia, ovvero 'stamattina alle 10 in via dei Fiori nella nota casa di tolleranza...) de Lina Wertmüller
- 1973 : Teresa la voleuse (Teresa la ladra) de Carlo Di Palma
- 1974 : Un parfum d'amour (Virilità) de Paolo Cavara : Lucia
- 1976 : Un flic très spécial (Squadra antifurto) de Bruno Corbucci
- 1977 : Le Gynécologue de ces dames de Joe D'Amato : Rosalia Saggaro
- 1978 : Caresses bourgeoises (Una spirale di nebbia) d'Eriprando Visconti : Armida
- 1982 : Sciopèn de Luciano Odorisio : Laura Serano
- 1985 : Blu Cobalto de Gianfranco Fiore (de)
- 1988 : Gentili signore de Adriana Monti
- 1988 : Donna d'ombra de Luigi Faccini
- 1989 : La cintura de Giuliana Gamba
- 1989 : Histoire de garçons et de filles (Storia di ragazzi e di ragazze) de Pupi Avati : Amelia
- 1990 : La Putain du roi (The King's Whore) d'Axel Corti : la comtesse Longhi
- 1990 : Basta! Adesso tocca a noi de Luciano Emmer : Marcella
- 1991 : Fratelli e sorelle de Pupi Avati : Gloria
- 1992 : Mort d'un mathématicien napolitain (Morte di un matematico napoletano) de Mario Martone : Anna
- 1993 : Sans pouvoir le dire (Dove siete? Io sono qui) de Liliana Cavani : Mère
- 1993 : Giovanni Falcone de Giuseppe Ferrara : Francesca Falcone
- 1994 : Le Facteur (Il Postino) de Michael Radford : Matilde
- 1994 : Piccoli orrori de Tonino De Bernardi : Fedra
- 1995 : L'Amour meurtri (L'amore molesto) de Mario Martone : Delia
- 1996 : Il Sindaco de Ugo Fabrizio Giordani : Armida
- 1997 : Fiabe metropolitane d'Egidio Eronico : Marta
- 1998 : Teatro di guerra de Mario Martone : Sara Cataldi
- 1998 : D'abord la musique (Prima la musica, poi le parole) de Fulvio Wetzl (it) : Marina
- 1999 : Appassionate de Tonino De Bernardi : Maddalena
- 2004 : Notte senza fine de Elisabetta Sgarbi (it) : Jane/Cecil
- 2005 : La passione di Giosuè l'ebreo de Pasquale Scimeca (it) : Anna
- 2006 : Le Caïman (Il Caimano) de Nanni Moretti
- 2007 : Mon frère est fils unique (Mio fratello è figlio unico) de Daniele Luchetti : Bella
- 2007 : L'uomo di vetro de Stefano Incerti : Rosalia
- 2007 : La Fille du lac (La ragazza del lago)  d'Andrea Molaioli : Moglie di Sanzio
- 2008 : Bianco e nero de Cristina Comencini : Adua
- 2008 : Il divo de Paolo Sorrentino : Livia Danese
- 2010 : Io, loro e Lara de Carlo Verdone : Beatrice
- 2010 : Frères d'Italie (Noi credevamo) de Mario Martone : Cristina
- 2011 : Tutti al mare de Matteo Cerami : Adalgisa
- 2012 : Il peggior Natale della mia vita d'Alessandro Genovesi : Clara
- 2013 : Viva la libertà de Roberto Andò : Evelina
- 2014 : Bons à rien (Buoni a nulla) de Gianni Di Gregorio
- 2015 : Banana d'Andrea Jublin (it)
- 2018 : Silvio et les Autres (Loro) de Paolo Sorrentino : Cupa Caiafa
- 2021 : Tre piani de Nanni Moretti
- 2023 : Volare de Margherita Buy :  Mariolina

### À la télévision

#### Séries télévisées
- 1976 : Bettina
- 1993 : Nestor Burma, saison 2, épisode 7 : Retour au bercail : Laura

#### Téléfilms
- 1989 : La Tenaille (Tote leben nicht allein)
- 1995 : Non parlo più de Vittorio Nevano
- 1996 : L'Ultimo Concerto de Francesco Laudadio
- 2002 : Il sequestro Soffiantini de Riccardo Milani
- 2005 : Sabato, domenica e lunedì de Paolo Sorrentino
- 2011 : Atelier Fontana - Le sorelle della moda de Riccardo Milani

## Distinctions
- Coppa Volpi pour la meilleure actrice dans un second rôle : 1993 : Sans pouvoir le dire (Dove siete? Io sono qui).
- Globe d'or de la meilleure actrice : 1995 : L'Amour meurtri (L'amore molesto).
- David di Donatello de la meilleure actrice principale : 1995 : L'Amour meurtri (L'amore molesto).
- Ruban d'argent de la meilleure actrice : 1996 : L'Amour meurtri (L'amore molesto).
- Premio Eleonora Duse : 2008.